# Người Thụy Điển
Người Thụy Điển (tiếng Thụy Điển: svenskar) là dân tộc đa số tại Thụy Điển trong số 9 triệu dân Thụy Điển cũng như ở Các nước Bắc Âu và một số quốc gia khác.
Ngôn ngữ phổ thông gần khắp mọi nơi là tiếng Thụy Điển. Tiếng Na Uy cũng được hiểu gần như khắp mọi nơi vì rất tương tự như tiếng Thụy Điển. Một số vùng nói tiếng Phần Lan và tiếng Sami.
Tại Thụy Điển, tiếng Phần Lan, tiếng Meänkieli, tiếng Yiddish, tiếng Romani và tiếng Sami có địa vị là các ngôn ngữ thiểu số được công nhận. Gần 80% người Thụy Điển nói tiếng Anh như là ngoại ngữ vì một phần tiếng Anh là ngoại ngữ đầu tiên trong trường học và phần khác là vì tiếng Anh có rất nhiều trong chương trình truyền hình. Đa số học sinh chọn tiếng Đức là ngoại ngữ thứ nhì, nhưng gần đây tiếng Tây Ban Nha đang được ưa chuộng và đã vượt qua tiếng Đức tại một số trường. Thật ra tiếng Đức là ngoại ngữ đầu tiên tại Thụy Điển cho đến năm 1950 cũng như trong phần còn lại của Bắc Âu.
75% người dân Thụy Điển thuộc về Giáo hội Luther, từ 1527 cho đến 1999 đã là tôn giáo quốc gia. Số người của nhóm lớn thứ nhì, những người theo Hồi giáo, rất khó được đoán chính xác. Tổng số những thành viên là vào khoảng 250.000 người. Công giáo La Mã có vào khoảng 150.000 người và Chính Thống giáo Đông phương 100.000 người. Bên cạnh đó tại Thụy Điển có khoảng 23.000 người của Nhân chứng Jehova vào khoảng 10.000 người theo đạo Do Thái. Tuy nhiên theo thống kê cho thấy Thụy Điển là một trong những nước vô thần nhất thế giới vì 85 phần trăm người dân không tin vào tôn giáo, vì có một số lượng thành viên rất đông trong giáo hội Luther.